# Académie internationale de droit comparé
L'Académie internationale de droit comparé est une société savante dont le but principal est l’étude comparative des systèmes juridiques.
Elle fut fondée en 1924 à La Haye, à l'initiative d'Elemer Balogh. Si elle comptait au départ quatre-vingts membres de cinquante pays, son effectif dépasse les sept cents membres.
Elle publia ses premiers actes à l'issue de sa réunion inaugurale à Berlin en 1928.

## Présidents
L'AIDC a été présidée par : André Weiss, Antonio Sánchez de Bustamante, Roscoe Pound, Jean Escarra, Louis Milliot, le baron Frédericq, C. J. Hamson, Imre Szabo, John Hazard, Paul-André Crépeau, Konstantinos Kerameus, George A. Bermann et Katharina Boele-Woelki.